# Rambutan

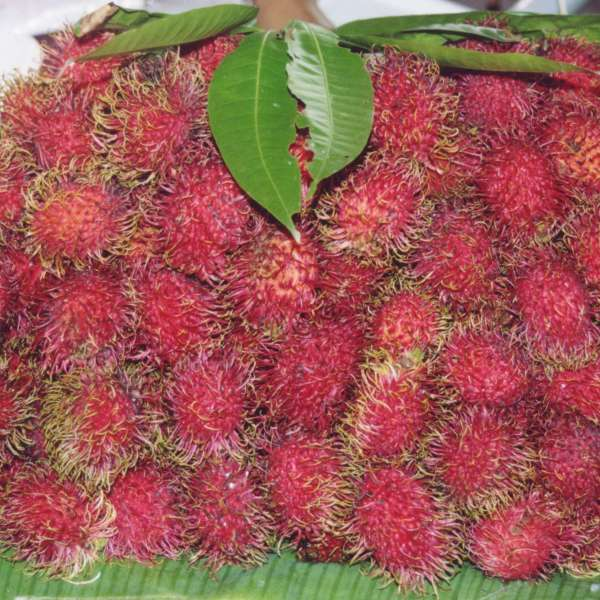
Plody

Rambutan jsou kulovité až oválné červené plody pokryté měkkými ostny pocházející ze stromu Nephelium lappaceum (česky též uváděného jako dvouslivák ježatý). Pod pevnou slupkou se nachází šťavnatý míšek příjemné sladkokyselé, aromatické chuti. Uprostřed plodu bývá oválné hnědo bílé semeno. Vyrůstá na vysokém stálezeleném stromu v dlouhých rozvětvených plodenstvích. Pochází z Jihovýchodní Asie.
Dvouslivák ježatý lze pěstovat i v zahradním substrátu, ale v Česku se plody většinou neurodí. Strom roste ve východní Asii, ale také na Srí lance, Filipínách a poslední dobou se objevuje i v Austrálii. Největším pěstitelem rambutanu je Thajsko.